# دوچرخه‌سازی مریدا

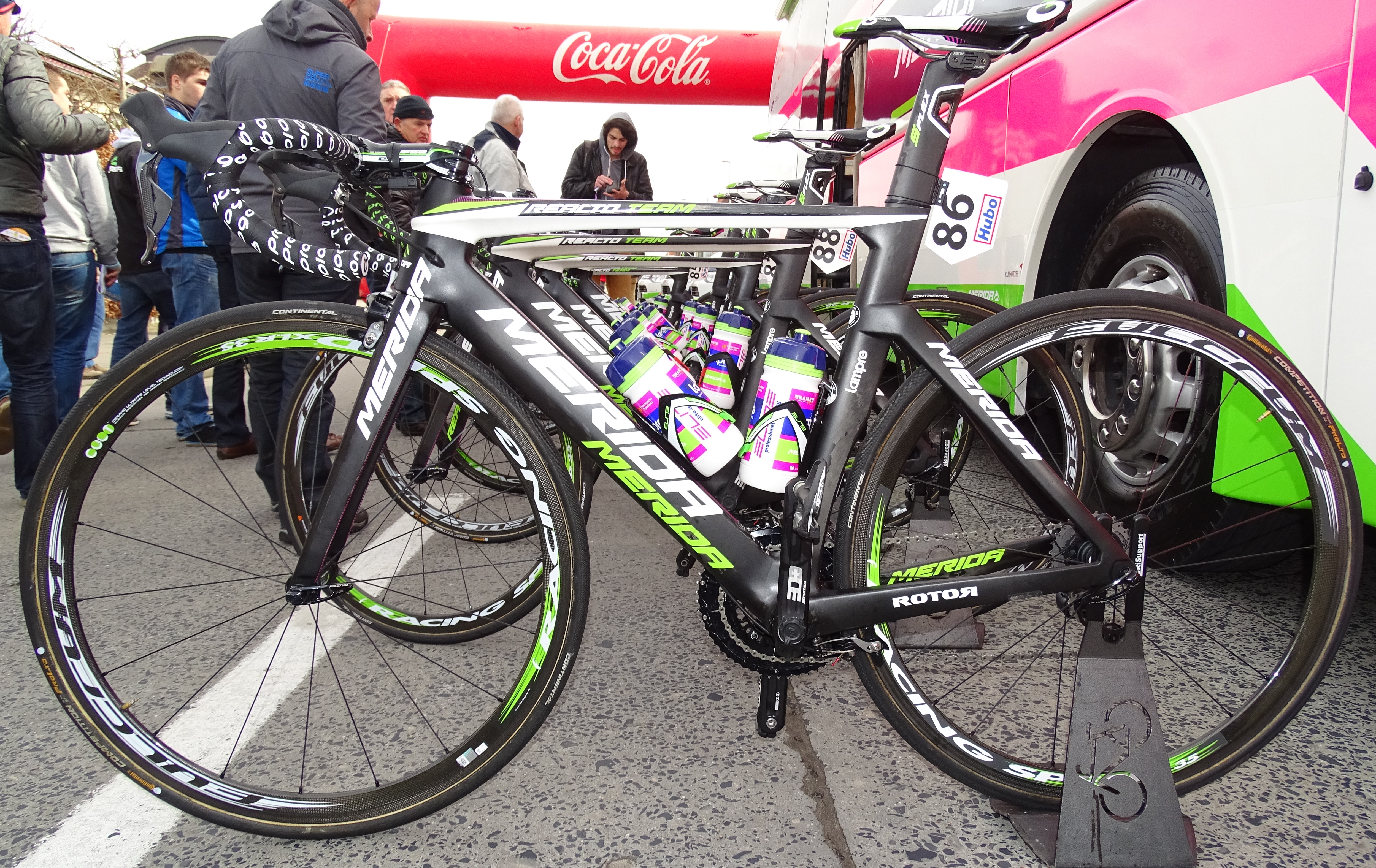
دوچرخه تیم مریدا

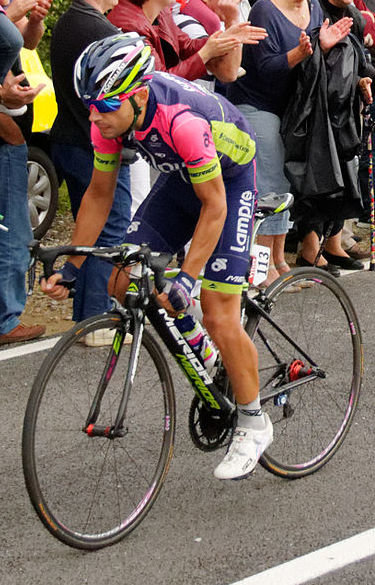
Kristijan Đurasek در تور دو فرانس در سال ۲۰۱۴، سوار بر دوچرخه مریدا

مریدا (Merida) یک شرکت صنعتی، با مسئولیت محدود (MIC) تایوانی مبتنی بر طراحی، تولید، و فروش دوچرخه است که دفتر مرکزی تحقیق و توسعه (R&D) آن در آلمان است. این شرکت در سال ۱۹۷۲ توسط Ike Tseng شروع به کار کرد. طرح اصلی در کارخانه رالی ناتینگهام با ساخت دوچرخه رالی برای بازار آمریکای شمالی آغاز شد. Ike یک مهندس بسیار با استعداد بود و این شرکت به عنوان یک تولیدکننده شناخته شده در رشد بسیاری از برندها نقش داشته است.